# António Ramalho Eanes

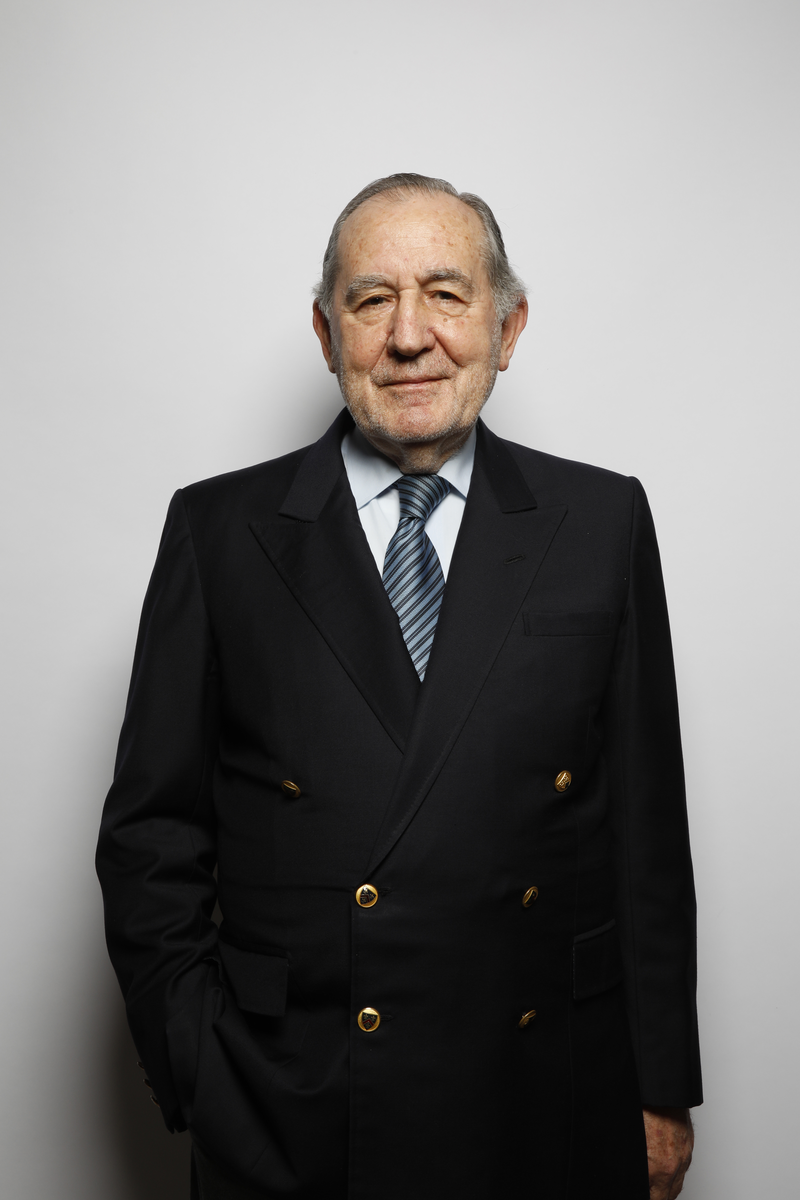
Präsident Eanes, 2019

António dos Santos Ramalho Eanes [ɐ̃ˈtɔniw duʃ ˈsɐ̃tuʃ ʁɐˈmaʎu ˈjɐnɨʃ] (* 25. Januar 1935 in Alcains) war von 1976 bis 1986 der erste demokratisch gewählte Präsident von Portugal.

## Leben
Ramalho Eanes stammt aus bescheidenen Verhältnissen und konnte nicht wie erhofft studieren. Er ging zum Militär und war während der Nelkenrevolution am 25. April 1974 als Offizier im Kolonialkrieg in Angola. Als er nach Portugal zurückkam, schloss er sich der Bewegung der Streitkräfte (MFA) an. Bekannt wurde er, als er am 25. November 1975 eine linksradikale Fraktion im MFA entmachtete, die sich im Wesentlichen um den Hauptmann Otelo Saraiva de Carvalho gesammelt hatte. Gegen diesen trat er bei der ersten freien Präsidentenwahl an und gewann am 27. Juni 1976. Am 14. Juli übernahm er das Amt und wurde im Dezember 1980 mit großer Mehrheit wiedergewählt.
In den ersten Jahren wurde Ramalho Eanes von vielen politisch links Stehenden als Verräter an den Idealen der MFA betrachtet. Als Präsident versuchte er, gewisse bürgerliche Ideale der anfänglichen Nelkenrevolution zu bewahren; dabei nahm er eine politische Isolierung in Kauf und gründete eine eigene Partei (Partido Renovador Democrático), die aber nur für kurze Zeit Bedeutung erlangte. Wie andere Vertreter der Nelkenrevolution war Ramalho Eanes Soldat ohne politische Erfahrungen, seine Ideen blieben allgemein und hatten letztlich wenig nachhaltige Wirkung.
Eanes ist seit 1986 Mitglied des Staatsrats.

## Ehrungen
- 19. Januar 1972: Ritter des Militär Ordens von Avis
- 5. März 1979: Grand-croix de la Légion d’Honneur
- 15. Juli 1980: Knight Grand Cross des Order of the Bath
- 15. Juli 1980: Großkreuz mit Ordenskette des Ordens vom Kreuz des Südens (Brasilien)
- 15. Juli 1980: Großkreuz des Ordens do Mérito Militar (Brasilien)
- 15. Juli 1980: Sonderstufe des Großkreuzes des Verdienstordens der Bundesrepublik Deutschland
- 15. Juli 1980: Großkreuz mit Collane des Stern von Rumänien
- 15. Juli 1980: Großkreuz des Stara Planina (Bulgarien)
- 15. Juli 1980: Ungarischer Verdienstorden
- 15. Juli 1980: Collane des Ordens Karls III. (Spanien)
- 15. Juli 1980: Collane des Ordens de Isabel la Católica (Spanien)
- 18. Juli 1980: Orden vom jugoslawischen Groß-Stern
- 18. Juli 1980: Collane des Piusorden
- 3. November 1980: Großkreuz mit Ordenskette des Verdienstordens der Italienischen Republik
- 7. Juni 1982: Großkreuz des Ordens Leopolds II.
- 29. April 1983: Collane mit Schwertern des Verdienstordens Pro Merito Melitensi
- 24. November 1983: Kette des Sterns mit Großkreuzes des Falkenordens von Island
- 9. März 1986: Großkreuz mit Collane des portugiesischen Turm- und Schwertorden
- 25. April 2004: Großkreuz des Ordens der Freiheit
- 19. Mai 2012: Grand Collar des Ordem de Timor-Leste[1]
- 18. Dezember 2015: Großkreuz mit Collane des Ordens der Freiheit
- 20. Juni 2016: Großkreuz mit Collane des Orden des Infanten Dom Henrique